# Juan de Herrera (cidade)
Juan de Herrera é uma cidade e município da República Dominicana pertencente à província de San Juan. Inclui, além da capital, um distrito municipal: Jinova.
Sua população estimada em 2012 era de 12 963 habitantes.